# Rhabdoblatta limbata
Rhabdoblatta limbata är en kackerlacksart som först beskrevs av Hanitsch 1923.  Rhabdoblatta limbata ingår i släktet Rhabdoblatta och familjen jättekackerlackor. Inga underarter finns listade i Catalogue of Life.